# 제5회 일본 참의원 의원 통상선거
제5회 일본 참의원의원 통상선거는 1959년 6월 2일에 시행된 일본 참의원의원의 선거이다.

## 선거 정보

### 투표일
- 1959년 6월 2일

### 선거권자
- 선거권자 53,516,473명

## 선거 결과

### 투표자수
- 전국구 31,436,664명
- 지역구 31,439,753명

### 투표율
- 전국구 - 58.74%

- 남성 : 62.56%
- 여성 : 55.24%

- 지역구 - 58.75%

- 남성 : 62.57%
- 여성 : 55.24%

### 정당별 획득 의석
| 정당 | 정당       | 지역구     | 지역구 | 지역구 | 전국구     | 전국구 | 전국구 | 의석 |
| 정당 | 정당       | 득표수     | 득표율 | 의석   | 득표수     | 득표율 | 의석   | 의석 |
| ---- | ---------- | ---------- | ------ | ------ | ---------- | ------ | ------ | ---- |
|      | 자유민주당 | 15,667,022 | 52.0   | 49     | 12,120,598 | 41.2   | 22     | 71   |
|      | 일본사회당 | 10,265,394 | 34.1   | 21     | 7,794,754  | 26.5   | 17     | 38   |
|      | 일본공산당 | 999,255    | 3.3    | 0      | 551,916    | 1.9    | 1      | 1    |
|      | 녹풍회     | 731,383    | 2.4    | 2      | 2,382,703  | 8.1    | 4      | 6    |
|      | 무소속     | 2,311,112  | 7.7    | 3      | 5,817,187  | 19.8   | 7      | 10   |
|      | 기타       | 155,189    | 0.5    | 0      | 753,262    | 2.5    | 1      | 1    |
| 합계 | 합계       | 30,129,355 | 100    | 75     | 29,420,419 | 100    | 52     | 127  |

※ 창가학회는 무소속이었음. 따라서 전국구와 지방구는 창가학회 및 무소속의 합계가 7석, 3석임.

### 전국구 득표 결과
| 정당 | 정당       | 득표수     | 득표율 | 의석 |
| ---- | ---------- | ---------- | ------ | ---- |
|      | 자유민주당 | 12,120,598 | 41.2%  | 22   |
|      | 일본사회당 | 7,794,754  | 26.5%  | 17   |
|      | 녹풍회     | 2,382,703  | 8.1%   | 4    |
|      | 일본공산당 | 551,916    | 1.9%   | 1    |
|      | 기타       | 753,262    | 2.5%   | 1    |
|      | 무소속     | 5,817,187  | 19.8%  | 7    |
| 합계 | 합계       | 29,420,419 | 100.0% | 52   |

※ 기타 1석은 중소기업정치연대임. 

### 주요 정당
| - 자유민주당 - 132석 | 총재 기시 노부스케 | 부총재 오노 반보쿠 | 간사장 후쿠다 다케오 |

| - 일본사회당 - 85석 | 중앙집행위원장 스즈키 모사부로 | 서기장 아사누마 이네지로 |

| - 창가학회 - 9석 | 중앙집행위원장 하라시마 고지 | 서기장 류 도시미쓰 |

| - 일본공산당 - 3석 | 의장 노사카 산조 | 서기장 미야모토 겐지 |